# Российско-конголезские отношения
Отношения Республики Конго и России — двусторонние отношения между Республикой Конго и Россией. Республика Конго имеет посольство в Москве. У России есть посольство в Браззавиле.

## Политическое сотрудничество
С момента установления дипломатических отношений между двумя странами (16 марта 1964 г.) первоначальной целью было обеспечение прочной правовой основы для двустороннего сотрудничества. За это время было согласовано более 80 соглашений и протоколов, в том числе Договор о дружбе и сотрудничестве, соглашения о культурном и научном сотрудничестве, о воздушном сообщении, об экономическом и техническом сотрудничестве, торговле, а также о создании смешанной двусторонней комиссии по экономическим вопросам., научно-техническое сотрудничество и торговля. Во время президентства прозападного президента Паскаля Лиссубы (1992—1997) объем двусторонних отношений стал существенно снижаться. В 1997 году Дени Сассу-Нгессо вернулся на пост главы государства и призвал к возобновлению многопланового сотрудничества с Россией во всех сферах.
В марте 2000 г. возобновились межминистерские консультации, которые затем прошли в сентябре 2001 г. в Москве, где был подписан протокол о консультациях между министерствами иностранных дел. Очередной раунд российско-конголезских министерских консультаций по двусторонним отношениям состоялся в августе 2010 года в Браззавиле. В ходе переговоров Адада с Сергеем Лавровым обсуждались состояние и перспективы двусторонних отношений, проблема конфликтов на африканском континенте и многое другое. В 2004 году состоялась встреча делегации Браззавиля дружбы с Советом Федерации Африки России во главе с С. В. Анохиным. Делегацию принял Председатель Сената Конго А. Э. Нумазалаем. В ходе переговоров обсуждалась возможность расширения парламентских обменов и укрепления связей между Федерацией. Также состоялись встречи с другими правительственными чиновниками и лидерами бизнеса Конго.
Визит в Республику Конго российской парламентской делегации возглавила заместитель Председателя Государственной Думы Федерального Собрания Российской Федерации М. В. Герасимовой. В 2005 году прошли межминистерские консультации по сотрудничеству в Совете Безопасности ООН. В 2006 году Дени Сассу-Нгессо в качестве председателя Африканского союза принял участие в формате расширенного диалогового саммита «Большой восьмерки» в Санкт-Петербурге.

## Экономические отношения
Торгово-экономическое сотрудничество достаточно активно развивалось до двух заседаний Совместной межправительственной комиссии в 1992 году. За счет наших кредитов оказана техническая помощь в строительстве в Конго ряда важных промышленных и социальных объектов. На безвозмездной основе построить научную Браззавильскую ветеринарную лабораторию, Национальную типографию, родильный дом. После начала внутреннего вооруженного конфликта в 1997 году двусторонние торговые отношения были приостановлены. В июне того же года представительство «Аэрофлота» в Браззавиле было закрыто. Определенные позитивные шаги наметились за последний период в сфере нефтедобычи. Взаимный интерес к сотрудничеству в области совместной разведки и разработки нефтяных месторождений в Конго был продемонстрирован в июне 2006 года во время визита в страну главой российской нефтяной компании «Лукойл Оверсиз Холдинг» А. Р. Кузяевым. Еще одним перспективным российским проектом в Конго являются планы строительства в городе Пуэнт-Нуар завода по производству первичного алюминия (проект работал АО «Русский Алюминий»). Однако реализация этих планов с инвестициями в 2 миллиарда долларов возможна только при наличии сравнительно дешевого источника электроэнергии. В 2006 году в Браззавиле прибыла делегация ИФК «Метрополь». Эта ассоциация заинтересована в проектах в сфере золота и цветных металлов, а также рассматривает вопрос открытия банка в Конго. В мае 2010 года в Браззавиле состоялся двусторонний бизнес-форум с участием российских экономических операторов и местных бизнес-организаций, на котором обсуждались пути активизации сотрудничества в таких сферах, как энергетика, транспорт, горнодобывающая промышленность и финансы. По итогам совместного форума было подписано соглашение о сотрудничестве между торгово-промышленными палатами двух стран, направленное на создание благоприятных условий для развития торгово-экономических отношений между Россией и Республикой Конго. Решается вопрос об открытии филиала КАМАЗа, представителя петербургской телекоммуникационной компании «Дженерал Сателэйт», начатой регистрации компании «Fair Pay» (мгновенные платежи EFT). В конце апреля — начале мая 2011 года состоялась деловая миссия в Браззавиль делегации российских бизнесменов во главе с директором департамента внешнеэкономического сотрудничества ТПП РФ, заместителем председателя Координационного комитета по экономическому сотрудничеству со странами Африки (к югу от Сахары) С. В. Васильев. В июне 2011 года в Москву прибыла конголезская делегация для участия в международной выставке «Комплексная безопасность и безопасность 2011», которая включала вопросы обороны и внутренних дел. Конголезцы приняли участие во встрече в Москве Международной парламентской конференции «Россия-Африка: горизонты сотрудничества». Долг РК перед Россией по ранее предоставленным кредитам составляет около $170 млн. Сотрудничество в сфере образования, науки и культуры. За последние годы Конго было выделено 35 стипендий по государственной линии (из них 30 — на полный курс обучения и 5 — на аспирантуру и стажировку). В 2010/2011 учебном году на обучение в российские вузы был принят 41 конголезец, 4 человека — общественными организациями («ИНКОРВУЗ», «Росзарубежцентр», Ассоциация иностранных студентов и РУДН). На коммерческой (контрактной) основе обучение в российских вузах было принято. привлечено 35 граждан Конго (в том числе 26 — между российской компанией «РАКУС» и др. — самозаключенные частные контракты с российскими вузами). В советских и российских университетах прошли обучение более 7 тысяч конголезских граждан. Около трети нынешнего правительства Конго составляли выходцы из бывшего СССР и России. В Браззавиле существует Российский центр науки и культуры.